# Јанова Љехота
Јанова Љехота (слч. Janova Lehota) насељено је мјесто са административним статусом сеоске општине (слч. obec) у округу Жјар на Хрону, у Банскобистричком крају, Словачка Република.

## Становништво
| Година:    | 1994. | 2004.   | 2014.   | 2024.   |
| ---------- | ----- | ------- | ------- | ------- |
| Број људи: | 826   | 863     | 927     | 917     |
| Разлика:   |       | +4,47 % | +7,41 % | -1,07 % |

| Година:    | 2023. | 2024.   |
| ---------- | ----- | ------- |
| Број људи: | 905   | 917     |
| Разлика:   |       | +1,32 % |

Према подацима о броју становника из 2011. године насеље је имало 936 становника.